# Palazzo di Francesco Maria Balbi Piovera

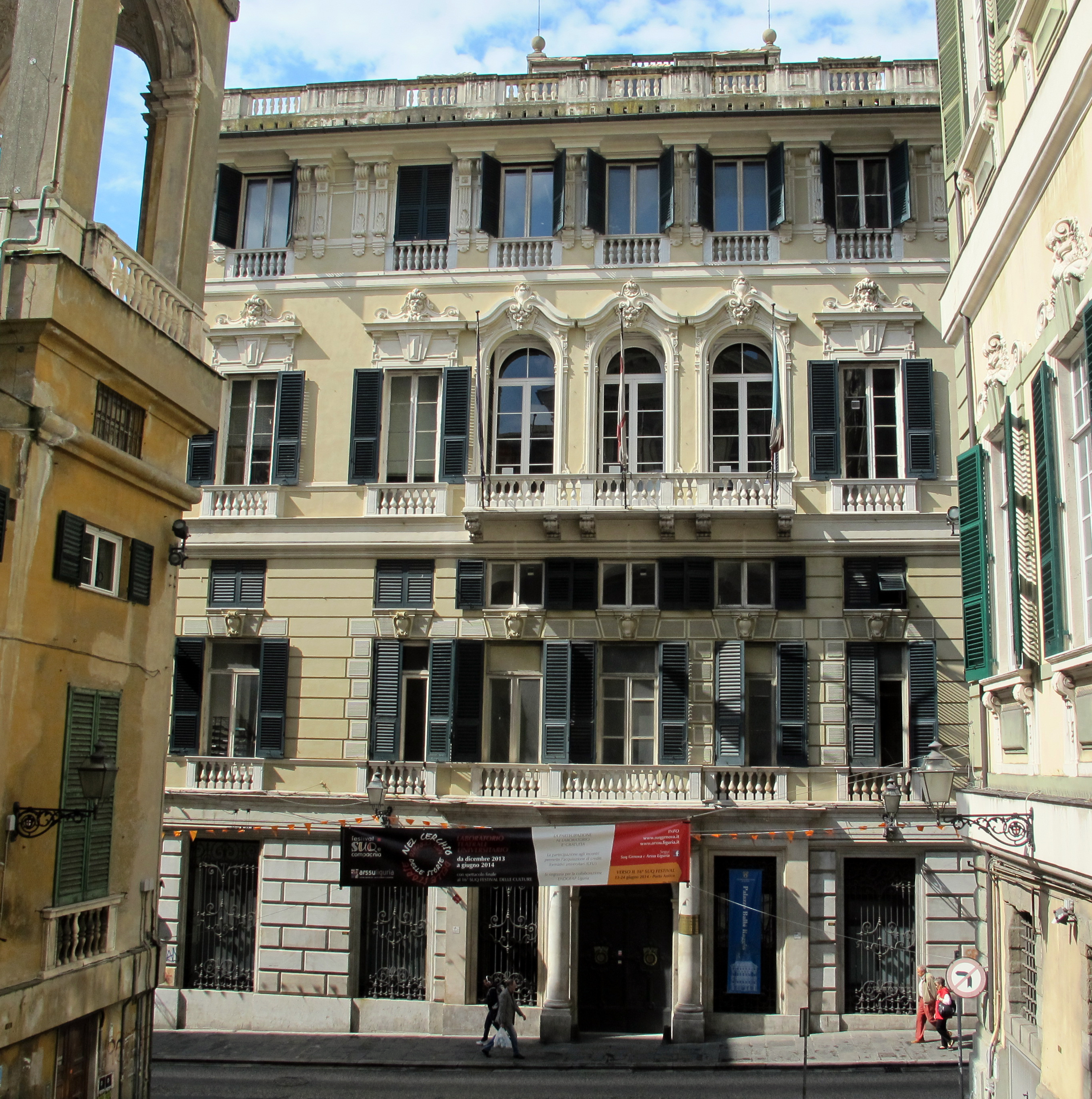
Fassade zur Via Balbi

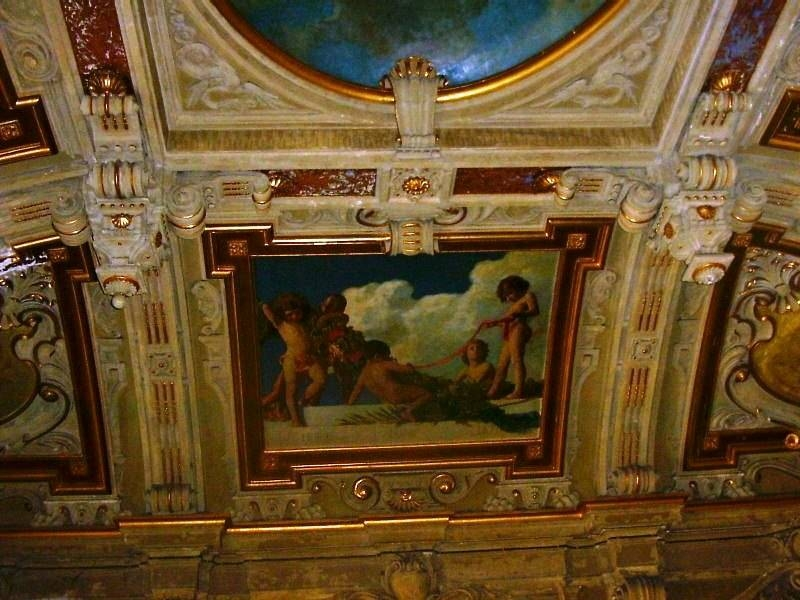
Deckengemälde im Treppenhaus

Der Palazzo di Francesco Maria Balbi Piovera ist ein Stadtpalast in Genua, der Teil des Welterbes der UNESCO „Genoa: Le Strade Nuove and the system of the Palazzi dei Rolli“ (deutsch: Genua: Le Strade Nuove und die Palazzi dei Rolli) ist. Das Gebäude liegt in der Via Balbi 6.

## Geschichte
Der Palazzo di Francesco Maria Balbi Piovera entstand im Zusammenhang mit dem Projekt, die Strada Nuova nach Westen zu verlängern. Der Palazzo di Francesco Maria Balbi Piovera war zugleich der letzte, der auf der dem Meer zugewandten Seite der Straße errichtet wurde. Der Bauantrag wurde von Francesco Maria Balbi im Februar 1657 gestellt, am 13. April erhielten die „Maestri Michele Moncino und Michele Rusca“ den Bauauftrag. Die Arbeiten wurden aufgrund der Pestepidemie, die die Stadt seit dem Vorjahr heimsuchte, aber nicht sofort aufgenommen. Zu den Opfern der Epidemie gehörten auch Michele Moncino und Michele Rusca. So übertrug Francesco Maria Balbi das Projekt im Oktober 1658 an Pietro Antonio Corradi. Fertiggestellt war der Bau vermutlich 1665.
Als einer der Palazzi dei Rolli war er aufgrund seines relativ späten Entstehens nur in dem Rollo von 1664 eingetragen. Nach der Klassifizierung in den Rolli, den „bussoli“, zählte er damals zur Klasse zwei (zu den Einzelheiten dieser Eintragungen vergleiche hier).
Die Wohnungen im Gebäude sollten vermietet werden. Aufgrund dieser Zweckbestimmung hatte Francesco Maria Balbi besondere Privilegien beim Grundstückserwerb und bei den Vereinbarungen mit der öffentlichen Verwaltung erhalten. Als der Palazzo an den Sohn von Francesco Maria Balbi, Costantino Balbi – Doge von Genua 1738 bis 1740 – überging, nahm der dort seinen Hauptwohnsitz und führte in den ersten beiden Jahrzehnten des 18. Jahrhunderts bauliche Veränderungen durch. 1824 kaufte Marcello Luigi Durazzo den Palazzo und baute ihn um. Die Arbeiten standen unter der Leitung des Architekten Nicolò Laverneda.
Nach einer kurzen Zeit, in der der Palast der Familie Gropallo gehörte, wurde er 1890 von dem genuesischen Unternehmer und Reeder Edilio Raggio zusammen mit dem südlich benachbarten Kloster Sant´ Antonio erworben. Letzteres ließ er abreißen, um den Palazzo erweitern zu können. Die Arbeiten leitete der Architekt Luigi Rovelli, der den Palazzo radikal umgestaltete: Die Innenwände wurden abgerissen und Wohnungen eingebaut. Gleichzeitig wurde die Fassade im Stil des Neumanierismus umgestaltet. In dieser Zeit entstand auch das große Atrium und die monumentale Treppe mit Kreuzgewölbe.
Seit den 1950er Jahren ist der Palazzo an die Universität Genua vermietet, die hier die Abteilungen Literatur, Philosophie und moderne Kunst der Fakultät für Geisteswissenschaften sowie die Bibliothek „Romeo Crippa“ untergebracht hat.

## Gebäude
Das heutige Aussehen der Fassade stammt vom Ende des 19. Jahrhunderts, als sie neumanieristisch überarbeitet wurde.
Die Treppe ist mit Marmorimitationen und Stuckarbeiten verziert. Auf das Kreuzgewölbe über der Treppe malte Cesare Viazzi um 1893 einen Zyklus von Wandtempera-Gemälden, die Allegorien des Risorgimento, der italienischen Monarchie und des vereinigten Königreichs Italien unter dem Haus Savoyen zeigen. In einem der Empfangsräume verherrlichte Luigi Gainotti die Handelstätigkeit von Genua.
Im Dachbereich erhielt das Gebäude bei den Arbeiten in den 1890er Jahren auch einen Wintergarten.